# Make Up For Ever
Make Up For Ever — французский косметический бренд, принадлежащий LVMH. Создан в 1984 году визажистом Дани Санц.Компания LVMH приобрела бренд в 1999 году.

## История
В 1984 году визажист Дани Санц создала Make Up For Ever и предложила качественную продукцию профессиональным визажистам в индустрии моды и кино. LVMH приобрела бренд в 1999 году, в 2004 году Николас Кордье был назначен генеральным директором и сформировал команду Sanz.
Make Up For Ever продается в бутиках Sephora и Make Up For Ever по всему миру, с ведущими магазинами в Париже, Нью-Йорке, Монреале, Шанхае, Токио, Сингапуре, Гонконге, Куала-Лумпуре и других городах. С 2002 года в Париже «Make Up for Ever» предлагает полноценные курсы профессионального макияжа в своих академиях, которые так же можно найти в Нью-Йорке, Шанхае, Гонконге, Сеуле, Сингапуре, Брюсселе, Хельсинки и Ницце.